# Gra o Adamie
Gra o Adamie (fr. Jeu d'Adam) – anonimowy francuski dramat religijny, powstały w okresie między 1146 a 1174 w dialekcie anglonormańskim. Jest swobodną sceniczną adaptacją wydarzeń opisanych w biblijnej Księdze Rodzaju. Dzieło zachowało się do naszych czasów w jednym, niekompletnym rękopisie (brak zakończenia) znajdującym się obecnie w Tours.

## Treść
Gra o Adamie składa się z trzech części, liczących odpowiednio 590, 154 i 198 wersów. Pierwsza z nich jest swobodną inscenizacją biblijnego stworzenia świata i człowieka, zamieszkiwania Adama i Ewy w raju, grzechu pierworodnego i wygnania pierwszych rodziców z Edenu. Druga część poświęcona jest Kainowi i Ablowi. Trzecia część, rozpoczęta tzw. kazaniem Pseudo-Augustyna, przedstawia orszak proroków starotestamentowych głoszących nadejście Mesjasza. 

## Forma dramatu
Utwór łączy w sobie elementy różnych gatunków, co stwarza problemy z jego teoretycznoliteracką klasyfikacją: bywa określany jako "dramat pół-liturgiczny" lub dramat biblijny. Jego podstawą jest tekst Księgi Rodzaju, jednak dialogi stamtąd zaczerpnięte często są modyfikowane, rozszerzane i dramatyzowane, co daje efekt dużej głębi psychologicznej i elegancji językowej. Wielokrotnie sceny dramatyczne przeplatane są śpiewem chóru, wykonującego pieśni liturgiczne, oraz lekturą fragmentów Biblii wprowadzających w dalszy ciąg akcji. W tym momentach artyści mieli zamierać w bezruchu, tworząc efektowne żywe obrazy. W niektórych scenach dramatu w ogóle zrezygnowano ze słów, wprowadzając pantomimę. Zawarte w tekście didaskalia szczegółowo regulują wówczas mimikę i gesty aktorów, anonimowi autorzy opisują również dokładnie przewidywane stroje wykonawców i dekoracje sceny. Brak natomiast informacji o tym, czy dzieło było wykonywane w kościele, czy też na placu przed nim, choć łaciński tytuł Ordo representacionis Ade sugeruje bliskie związki z liturgią.